# Extraordinary (série télévisée)
Extraordinary, ou Extraordinaire au Québec, est une série télévisée britannique créée par Emma Moran, diffusée à partir du 25 janvier 2023 sur les plateformes Hulu aux États-Unis et Disney+ ailleurs.
La série a été renouvelée pour une deuxième saison le 23 janvier 2023, avant même le début de la diffusion de la série.

## Synopsis
Dans un monde alternatif où tous les gens de plus de 18 ans ont un super pouvoir, Jen 25 ans, est toujours en attente que le sien apparaisse. Se sentant délaissée et non sûre d'elle, Jen est coincée entre un emploi sans avenir et une relation amoureuse avec Luke qui ne semble pas vouloir s'engager. Son amie Carrie ayant le pouvoir de faire parler les morts, positive, essaye d'empêcher Jen de s'apitoyer sur son sort.

## Distribution

### Principaux
- Máiréad Tyers (VF : Victoria Grosbois) : Jen
- Sofia Oxenham (VF : Alice Orsat) : Carrie
- Bilal Hasna (en) (VF : Léo Faure) : Kash
- Luke Rollason (VF : Romain Altché) : Échacule

### Secondaires
- Siobhán McSweeney (en) : Mary
- Robbie Gee : Ian
- Safia Oakley-Green (VF : Alice Taurand) : Andy
- Ned Porteous (en) (VF : Martin Faliu) : Luke
- Darcey Porter-Cassidy : Ange
- Eros Vlahos (en) (VF : Nicolas Duquenoy) : Gordon
- Ardal O'Hanlon : Martin, le père décédé de Jen (voix)
- Patricia Allison : Hannah (saison 2)
- Rosa Robson (en) (VF : Kelly Marot) : Nora (saison 2)
- Julian Barratt (VF : Edgar Givry) : George (saison 2)
- Kwaku Mills : Clark (saison 2)

Version française dirigée par Edgar Givry (saison 1) puis Alexis Tomassian (saison 2) au studio Dubbing Brothers, d'après une adaptation des dialogues de Ninon Moreau, Julien Bardakoff (saison 1) et Romain Berger (saison 2).
 Source et légende : version française (VF) sur RS Doublage et cartons du doublage français.

## Épisodes

### Première saison (2023)
1. Privée de pouvoir (Have Nots)
2. La solution miracle (Magic Bullets)
3. Un job de la mort (Dead End Jobs)
4. Projet favori (Pet Project)
5. Jen se donne en spectacle (The Jen Show)
6. Le vrai pouvoir vient des amis que l'on se fait (The Real Powers is the Friends We Made)
7. Son altesse joviale (The Merry Monarch)
8. Surprise ! (Surprise!)

### Deuxième saison (2024)
1. Le vide
2. On se connaît ?
3. L'Exorcisme de Carrie Jackson
4. Prêts à se battre
5. Réunion de famille
6. Jen contre Nora : l'affrontement ultime
7. Sois le père que tu veux voir
8. Adieu pour toujours